# Мехмед III
Мехме́д III (осман. محمد ثالث‎ / Mehmed-i sâlis, тур. Üçüncü Mehmet) (26 мая 1566 — 22 декабря 1603) — тринадцатый султан Османской империи (1595—1603), сын Мурада III и Сафие-султан. 
Родился в период правления прадеда султана Сулеймана Великолепного, который скончался спустя три с половиной месяца после его рождения. Воспитывался в Манисе, а с девяти лет проживал в Стамбуле, где продолжил получать образование. 
В 1595 году после смерти отца Мурада III стал султаном и согласно принятому в те годы закону Фатиха, чтобы избежать смуты, приказал казнить 19 своих братьев. Казнь братьев вызвала негативную реакцию во всех слоях населения и последующие султаны отказались от братоубийственной практики.
Султан находился под влиянием своей матери Сафие-султан, которая фактически правила империей; при участии которой назначались и лишались своих должностей его советники. В правление султана происходили народные восстания и велась в Европе Тринадцатилетняя война. Султан скоропостижно скончался в декабре 1603 года в возрасте 37 лет; его преемником стал Ахмед I, которому на тот момент исполнилось 13 лет.

## Биография

### Происхождение и молодые годы
Мехмед III родился 26 мая 1566 года в Манисе в семье шехзаде Мурада и его наложницы Сафие-султан. По легенде, имя Мехмед дал его прадед Сулейман I, который был султаном в то время. Его прадед скончался спустя 3,5 месяца и новым султаном стал его дед Селим II. В период правления деда, Мехмед жил с родителями в Манисе, где получал образование под руководством Ибрагима-эфенди.
После смерти Селима II, новым султаном стал его отец Мурад III и шехзаде Мехмед вместе с остальными членами семьи был перевезён в Стамбул. В Стамбуле продолжилось его образование, которое он получил под руководством Хусейна-эфенди и Мехмеда Азми-эфенди. 29 мая 1582 года прошла торжественная церемония, посвящённая обрезанию шехзаде; церемония вместе с празднествами продолжалась 57 дней. В декабре 1583 года султан Мурад III назначил своего сына санджак-беем Манисы, должность которого он занимал в течение 12 лет.

### Восшествие на престол и влияние матери

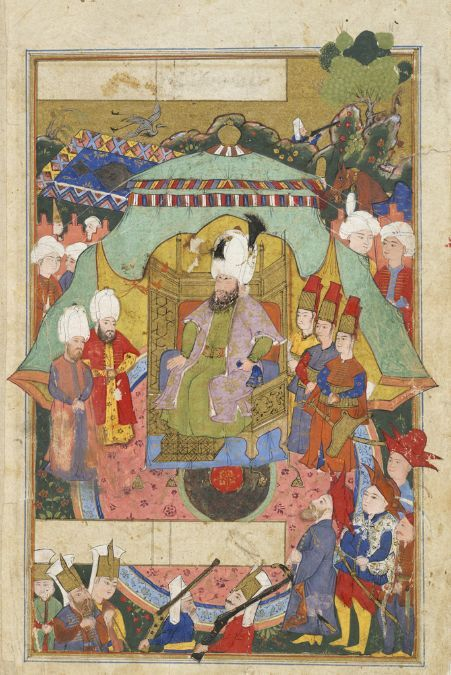
Джулюс Мехмеда III

15 января 1595 года умер Мурад III, но Сафие-султан в течение 11 дней, до прибытия своего сына Мехмеда скрывала смерть султана, чтобы избежать восстаний других шехзаде. Однако сохранить новость о смерти султана у Сафие-султан не получилось; венецианский посланник Марко Веньер писал, что слухи расползались по дворцу и вскоре достигли ушей других шехзаде. Мать нового султана готовилась к бунтам и погромам в столице, поэтому приказала казнить нескольких человек, знавших о смерти султана.
27 января Мехмед III прибыл в Стамбул и отправился во дворец Топкапы, где он встретился со своей матерью и увидел тело отца. В ту же ночь, согласно закону Фатиха, Мехмед III приказал казнить 19 младших братьев; их задушили глухонемые палачи. Казнь 19 шехзаде вызвала негативную реакцию в народе, и как сообщается, в последующие годы это привело к отказу от братоубийственной практики. После проведения тронной церемонии и выноса тел Мурада III и его казнённых сыновей, была проведена церемония «валиде алаи» и Сафие-султан стала валиде-султан; официально она носила титул Мехд-и Улья-и Салтанат. По приказу Мехмеда III в Старый дворец были высланы матери казнённых шехзаде, 27 сестёр султана и более 200 служанок и наложниц.
Положение Сафие-султан существенно укрепилось после восшествия Мехмеда III на престол; она замечала, что её сын слабохарактерный и легко поддаётся влиянию. При непосредственном её участии назначались и снимались со своих должностей советники султана, ни один чиновник не получал или не лишался своей должности без участия Сафие-султан, включая великого визиря и шейх-уль-ислама. Сафие-султан в качестве валиде-султан получала 3000 акче в день, тогда как Нурбану-султан получала 2000 акче в день. Кроме этого, в 1596 году султан Мехмед III подарил своей матери сумму в размере 1 миллиарда акче.

### Внешняя политика

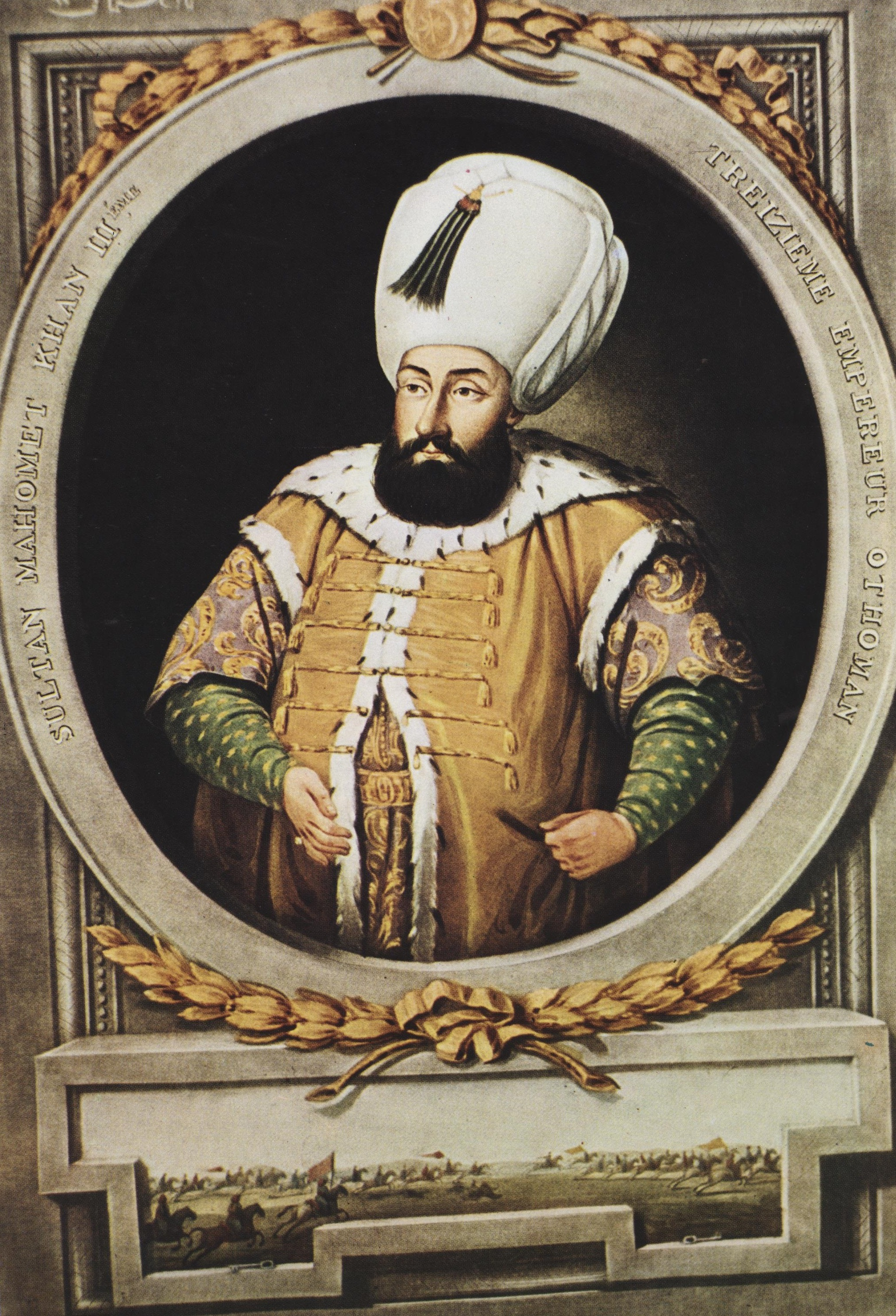
Портрет султана Мехмеда III

В 1593 году началась Тринадцатилетняя война, которая шла для Османской империи неудачно. Успешное наступление австрийской армии привело к тому, что 30 августа 1595 года после 67-дневной осады был захвачен Эстергом. Весть о падении Эстергома вызвало в столице недовольство и 2 сентября на пятничной молитве улемы встали и спросили о том, что «почему султан и высшие государственные деятели не участвуют в военном походе и не потребовали мобилизации». Янычары объявили, что «пойдут в поход только под командованием султана, а не под командованием визиря или сердаров».
20 июня 1596 года османская армия под командованием султана отправилась в военный поход. Мехмед III впервые после Сулеймана I отправился в поход во главе армии, что вызвало большое удовлетворение у народа. Поскольку во главе армии стоял султан, было решено провести военную операцию, которая была бы достойна его славы и напоминала о прошлых завоеваниях.
12 октября 1596 года османская армия под командованием султана захватила город Эгер, который не смогла захватить более 40 лет назад. Султан принял участие в совете и предложил отступить, но приближение австрийской армии изменило планы, поскольку существовала возможность того, что австрийцы будут преследовать отступающих турок. Узнав от разведчиков, что австрийская армия имеет большое количество артиллерии, султан решил вернуться в Стамбул и сообщил это великому визирю Дамату Ибрагиму-паше. Ибрагим-паша, Газанфер-ага и Ходжа Эффенди  убедили султана остаться. Другие историки о таком событии не упоминают. Когда султан прибыл в Хачову, то его шатёр был установлен в таком месте, в котором он мог внимательно наблюдать за ходом сражения. Султан стоял под знаменем пророка и с мечом на коленях и не покинул своего места, что являлось признаком его решимости. Османская армия нанесла поражение австрийцам в Керестецкой битве. 
Мехмед III отправил в отставку Дамата Ибрагим-пашу и на должность великого визиря назначил Юсуфа Синан-пашу, который хорошо показал себя во время войны. 5 декабря Мехмед III, получивший письмо от матери, назначил Дамата Ибрагима-пашу вновь на должность великого визиря. На великого визиря стали жаловаться, что он «не вовлекает в войну крымских татар и действует с надеждой на мир». 3 ноября 1597 года Дамат Ибрагим-паша был отправлен в отставку и новым великим визирем стал Хадым Хасан-паша. 
29 мая 1598 года в Стамбул пришла весть о падении Янникале, что расстроило султана. 9 апреля 1598 года Хадым Хасан-паша был уволен по обвинению в получении взяток от имени валиде-султан. В Венгрии австрийцы в ходе своего наступления захватили несколько городов и крепостей и в мае 1599 года Дамат Ибрагим-паша был отправлен в военную экспедицию. После успешного военного похода он отправил армию на зимовку в Белград и стал готовиться к новому военному походу, но в июле 1601 года его сменил Йемишчи Хасан-паша. Осенью 1601 года австрийцы осаждали Канижу, от стен которой они отступили 18 ноября 1601 года . В следующем году они захватили Пешт и осадили Буду, но вынуждены были отступить в октябре 1602 года.
Воспользовавшись затяжной войной Османской империи с Габсбургами, Сефевидская Персия начала военные действия. 21 октября 1603 года войска Аббаса I захватили Тебриз, а затем начали наступление на Нахичевань и начали осаду Эриваня. Эти события, как сообщается повлияли на состояние здоровья султана.

### Народные восстания
В правление султана Мехмеда произошло восстание Джаляли в Анатолии, причиной которого стало в основном бедственное положение населения. Один из чиновников, Кара-Языджи захватил город Урфу и объявил себя султаном. Он стал от своего имени рассылать указы со своей подписью, которые были доставлены султану. Султан приказал подавить восстание и лично наблюдал за публичной казнью пленных повстанцев в Стамбуле, среди которых был казнён Хусейн-паша, которого Кара-Языджи назначил «великим визирем».
После гибели Кара-Языджи в одном из сражений, восстание возглавил его брат Дели-Хасан. В 1602 году войска под его командованием взяли Токат, а правитель города Сокуллузаде Хасан-паша был казнён. В марте 1603 года Дели-Хасан попросил прощения у султана и был назначен бейлербеем Боснии.

### Смерть и наследование

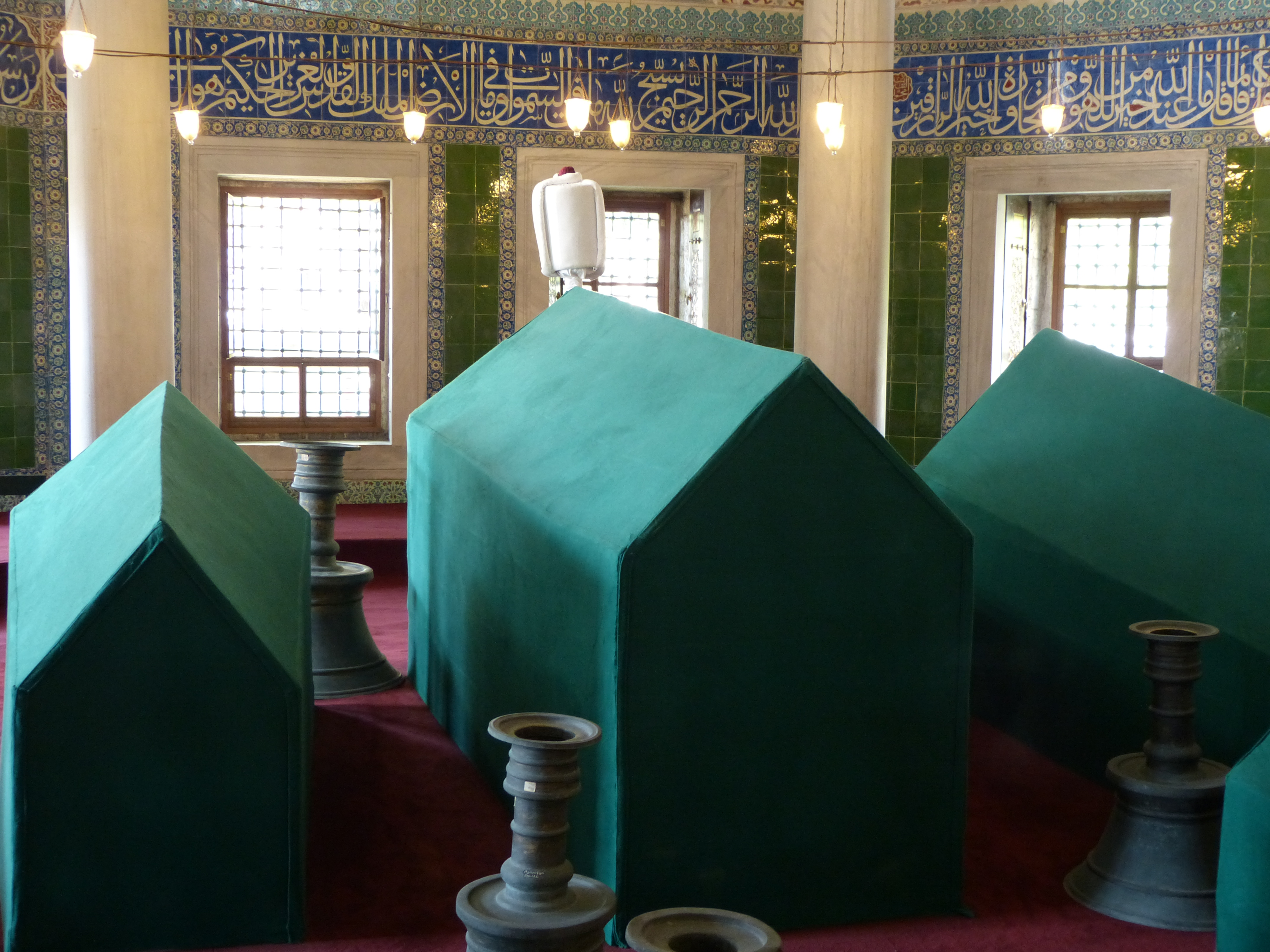
Гробница султана Мехмеда III

Султан Мехмед III скончался 22 декабря 1603 года, в возрасте 37 лет, но некоторые источники указывают дату смерти, как 20 декабря. Причина смерти султана неустановлена, по некоторым данным он умер от сердченого приступа. Мехмед ибн Мехмед эр-Руми предполагал, что султан умер от желудочной болезни, которая была вызвана ожирением. Султан был похоронен на кладбище мечети Айя-София.
Новым османским султаном стал его сын Ахмед, которому на тот момент было 13 лет. Ахмед стал первым султаном в истории Османской империи, который взошёл на трон, не достигнув совершеннолетия и к тому же не имея детей.

## Личность
В источниках Мехмед III описывается, как наивный и легковерный, находившийся под влиянием матери Сафие-султан. Свидетельства иностранцев, видевших его описывают, как «невысокого, толстого, светлокожего, грузного на вид и с черной бородой». Упоминается, что султан любил охоту, хорошо стрелял из лука и обладал веротерпимостью к христианам, которых он мог освободить из плена. Несмотря на это, Мехмед III отличался жестокостью и подозрительностью; в июне 1603 года по его приказу был задушен его сын Махмуд, которого он подозревал в заговоре против себя. Сообщается, что вместе с сыном была казнены 30 слуг; их тела были брошены в море.
Мехмед III любил музыку, известно, что среди подарков, отправленных английской королевой Елизаветой I, был уникальный орган с часовым механизмом. Султан был хорошо образован, читал литературу и сам писал стихи под псевдонимом Адли.

## Семья
Лесли Пирс отмечает, что в гаремных документах времён правления Мехмеда III не сохранилось имён его дочерей, а также жён и наложниц, кроме Хандан Султан; кроме того, она считает, что ни одна из фавориток султана не носила титул хасеки. Как полагал Энтони Алдерсон, мать шехзаде Махмуда была казнена вместе с ним; при этом он ошибочно называет Хандан матерью как султана Ахмеда I, так и султана Мустафы I. Также, он называет ещё одну наложницу Мехмеда — Махпейкер.
Неизвестно и количество детей султана; так, согласно различным источникам, сыновьями Мехмеда были Селим, Махмуд, Ахмед и Мустафа; двое последних шехзаде впоследствии стали султанами. Шехзаде Селим, родившийся приблизительно в 1585 году, некоторыми историками считается сыном Хандан; однако Хандан, попавшая в гарем во второй половине 1583 года, стала наложницей султана только в 1589 году. Селим умер от скарлатины 20 апреля 1597 года. Шехзаде Махмуд, родившийся приблизительно в 1587 году, считается полнородным братом Мустафы I, матерью которого была Халиме Султан; Махмуд, подозреваемый в заговоре с целью свержения отца, был казнён 1/7 июня 1603 года. Также, Алдерсон называет сыновьями Мехмеда III Сулеймана, умершего в декабре 1603 года, Джихангира и Севгилима.
Согласно Алдерсону, у Мехмеда III было несколько дочерей, однако имена их неизвестны:
- дочь (ум. 1628) — была замужем за Дестари Мустафа-пашой (умер в 1610)[25].
- дочь — была замужем за Тирыаки Хасаном-пашой (ум. 1611).
- дочь — с ноября 1604 года была замужем за Мирахуром Мустафой-пашой (ум. 1610).
- дочь — с 10 февраля 1612 года была замужем за Махмудом-пашой (ум. 1643), сыном Джигалазаде Юсуфа Синана-паши и его второй жены — дочери Айше Хюмашах-султан[26].
- дочь — полнородная сестра султана Мустафы I. С 1604 года была замужем за Кара Давутом-пашой (ум. 8 января 1623), который прославился убийством внука Мехмеда III — султана Османа II[27]. В браке родился сын, которого, по некоторым данным, планировали сделать султаном, сместив душевнобольного Мустафу I.
- дочь — была замужем за Али-пашой (ум. 1617).

## В культуре
- Султан Мехмед ІІІ упоминается в начале первой серии турецкого сериала «Великолепный век. Империя Кёсем». Изображены организованные им массовое братоубийство и казнь шехзаде Махмуда.
- В российском историческом телесериале «Янычар» роль султана Мехмеда ІІІ исполнил Иван Босильчич.